# Lac de Gras
Pour les articles homonymes, voir Gras.
Le lac de Gras est un lac situé dans les Territoires du Nord-Ouest au Canada qui couvre une superficie totale d’approximativement 632 km2. 
Traditionnellement connu sous le nom de lac Ekati (ou Ek'ati), le lac devient un centre important dans les années 1990 pour l'extraction de diamants avec les mines d'Ekati et Diavik.